# SC Kiyovu Sport
El SC Kiyovu Sports es un equipo de fútbol de Ruanda que juega en la Primera División de Ruanda, la liga de fútbol más importante del país.

## Historia
Fue fundado en el año 1964 en la capital Kigali y cuenta con 3 títulos de liga y 2 veces ha ganado el torneo de copa.
A nivel internacional ha participado en 9 torneos continentales, donde su mejor participación fue en la Copa CAF 2003, donde llegó a la segunda ronda.

## Palmarés
- Primera División de Ruanda: 3

1983, 1992, 1993
- Copa de Ruanda: 2

1975, 1985

## Participación en competiciones de la CAF
| Temporada | Torneo                            | Ronda      | Club                  | Casa  | Visita | Global  |
| --------- | --------------------------------- | ---------- | --------------------- | ----- | ------ | ------- |
| 1984      | Copa Africana de Clubes Campeones | Preliminar | ADMARC Tigers         | w.o.1 | w.o.1  | w.o.1   |
| 1984      | Copa Africana de Clubes Campeones | 1          | Sanga Balende         | 1-4   | 1-2    | 2-6     |
| 1986      | Recopa Africana                   | Preliminar | Mbabane Highlanders   | 2-1   | 2-4    | 4-5     |
| 1993      | Copa Africana de Clubes Campeones | Preliminar | Bata Bullets          | w.o.2 | w.o.2  | w.o.2   |
| 1993      | Copa Africana de Clubes Campeones | 1          | Kaizer Chiefs FC      | 2-5   | 1-4    | 3-9     |
| 1994      | Copa Africana de Clubes Campeones | Preliminar | Mebrat Hail           | 2-2   | 2-3    | 4-5     |
| 1996      | Copa CAF                          | 1          | Patronage Sainte-Anne | 4-2   | 0-4    | 4-6     |
| 1997      | Recopa Africana                   | Preliminar | Bata Bullets          | 2-1   | 0-1    | 2-2 (a) |
| 2003      | Copa CAF                          | 1          | Khartoum-3            | 2-0   | 1-1    | 3-1     |
| 2003      | Copa CAF                          | 2          | Black Rhinos FC       | 1-0   | 0-2    | 1-2     |
| 2004      | Copa Confederación de la CAF      | Preliminar | USM Libreville        | 0-1   | 1-2    | 1-3     |
| 2012      | Copa Confederación de la CAF      | Preliminar | Simba SC              | 1-1   | 1-2    | 2-3     |

1- ADMARC Tigers abandonó el torneo.

2- Bata Bullets abandonó el torneo.

## Entrenadores
- Jean Marie Ntagwabira (2010-2012)
- Jean Baptiste Kayiranga (2012–2013)
- Girbert Yaoundé Kanyankore (2013–2014)
- Muddy Byumvuhore (2014)
- Ali Bizimungu (2014)
- Eric Nshimiyimana (2014-2015)